# Ahmed El Saidy
Ahmed El Siady (tiếng Ả Rập: أحمد الصعيدي; sinh ngày 15 tháng 4 năm 1992) là một cầu thủ bóng đá người Ai Cập hiện tại thi đấu ở vị trí Tiền đạo trung tâm cho câu lạc bộ Ai Cập El-Entag El-Harby. Anh thi đấu cho Gomhoriat Shebin ở Egyptian Second Division trước khi chuyển đến ENPPI. Năm 2014, Al Nasr ký hợp đồng với anh theo dạng chuyển nhượng tự do trong 3 3nawm, nhưng anh chuyển đến Ismaily sau đó 2 năm và ký hợp đồng 5 năm, anh chỉ ghi được 1 bàn thắng trong 22 trận cho câu lạc bộ. Năm 2017, anh gia nhập El-Entag El-Harby với bản hợp đồng 3 năm.